# Pojištění na dožití
Pojištění na dožití je druh životního pojištění, který zahrnuje výplatu pojistného plnění v případě, že pojištěný dosáhne věku uvedeného ve smlouvě. 
Pojistná částka může být pro obě rizika stejná, nebo si klient volí zvlášť pojistnou částku pro případ smrti a zvlášť pro případ dožití. Sjednaná pojistná částka pro případ smrti i dožití je garantovaná, garantované je i minimální zhodnocení. Možná je i varianta s nulovou rizikovou složkou, tedy s nulovým pojistným pro případ smrti, v tomto případě se veškeré zaplacené pojistné (kromě toho, které je použito na poplatky, provize apod.) zhodnocuje ve spořící složce. Zhodnocování peněz a jejich vyplacení při dosažení sjednaného věku připomíná spoření, avšak jsou tu rozdíly. U pojištění na dožití pojišťovna ručí za vklady pojistníků ne výškou skutečného vkladu, ale v závislosti na sjednané pojistné částce, také přerušení placení běžného pojistného je spojeno s určitými sankcemi.